# Alexander Klumberg
Alexander Klumberg (Estonia, 17 de abril de 1899-10 de febrero de 1958) fue un atleta estonio, especialista en la prueba de decatlón en la que llegó a ser medallista de bronce olímpico en 1924.

## Carrera deportiva
En los JJ. OO. de París 1924 ganó la medalla de bronce en la competición de decatlón, consiguiendo un total de 7329 puntos, siendo superado por los estadounidenses Harold Osborn (oro con 7710 puntos) y Emerson Norton (plata).